# Artemisia chamaemelifolia
Assenzio a foglie di Achillea (nome scientifico  Artemisia chamaemelifolia  Vill., 1779) è una specie di pianta angiosperma dicotiledone della famiglia delle Asteraceae (sottofamiglia Asteroideae, tribù Anthemideae (Asian-southern African grade) e sottotribù Artemisiinae).

## Etimologia
Il nome Artemisia, di etimologia incerta, è ricondotto alla dea greca della caccia Artemide, o secondo un'altra ipotesi alla regina Artemisia († 350 a.C.), succeduta sul trono di Caria al fratello e consorte Mausolo; si ipotizza inoltre un riferimento al greco artemes (“sano”), con allusione alle proprietà medicamentose delle piante del genere.. L'epiteto specifico (chamaemelifolia) significa "foglie simili alle specie del genere Chamaemelum" (camomilla).
Il nome scientifico della specie è stato definito dal botanico Domínique Villars (1745-1814) nella pubblicazione " Prospectus de l'Histoire des Plantes de Dauphiné" ( Prosp. Hist. Pl. Dauphiné 32 ) del 1779.

## Descrizione

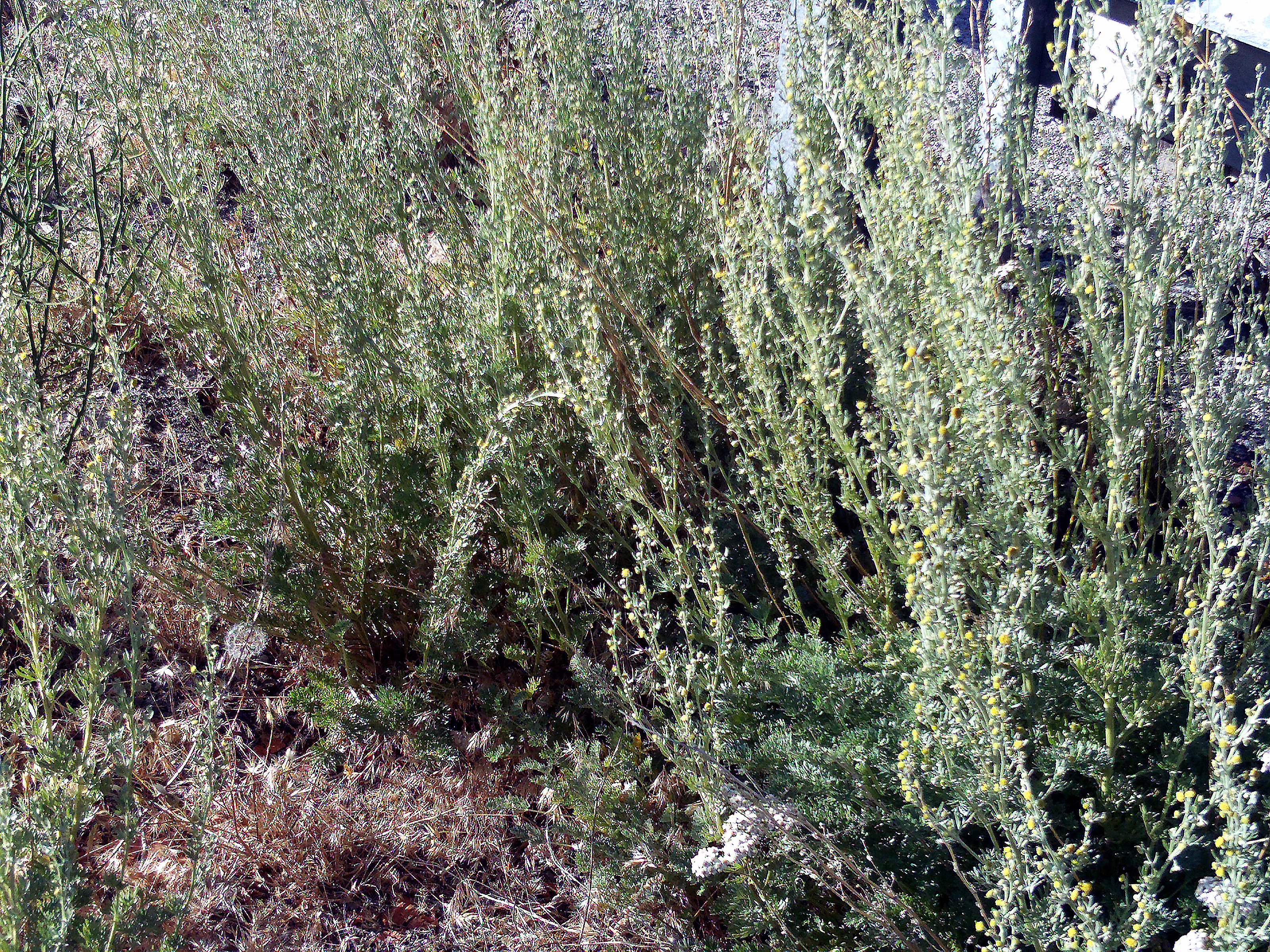
Il portamento

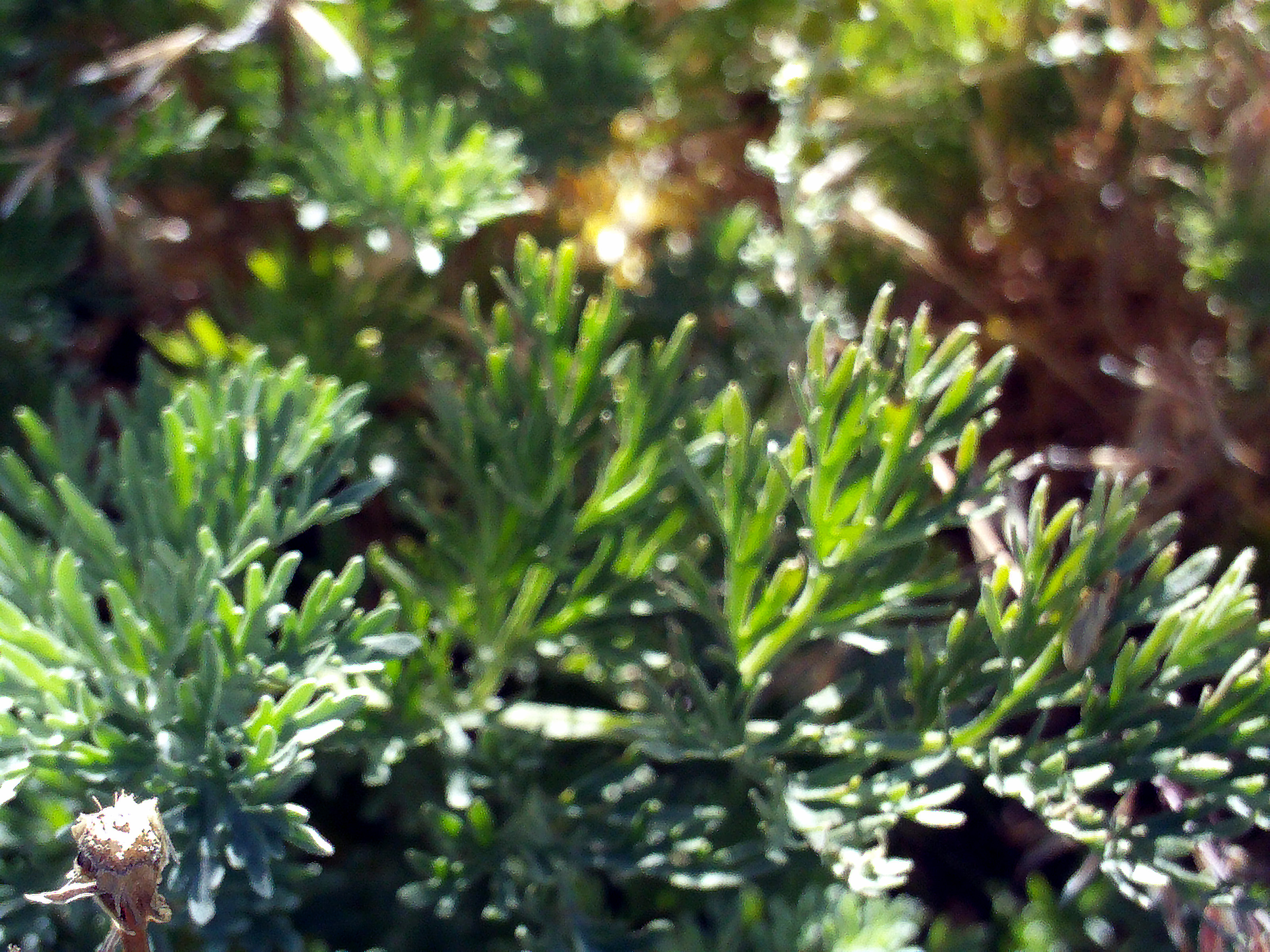
Le foglie

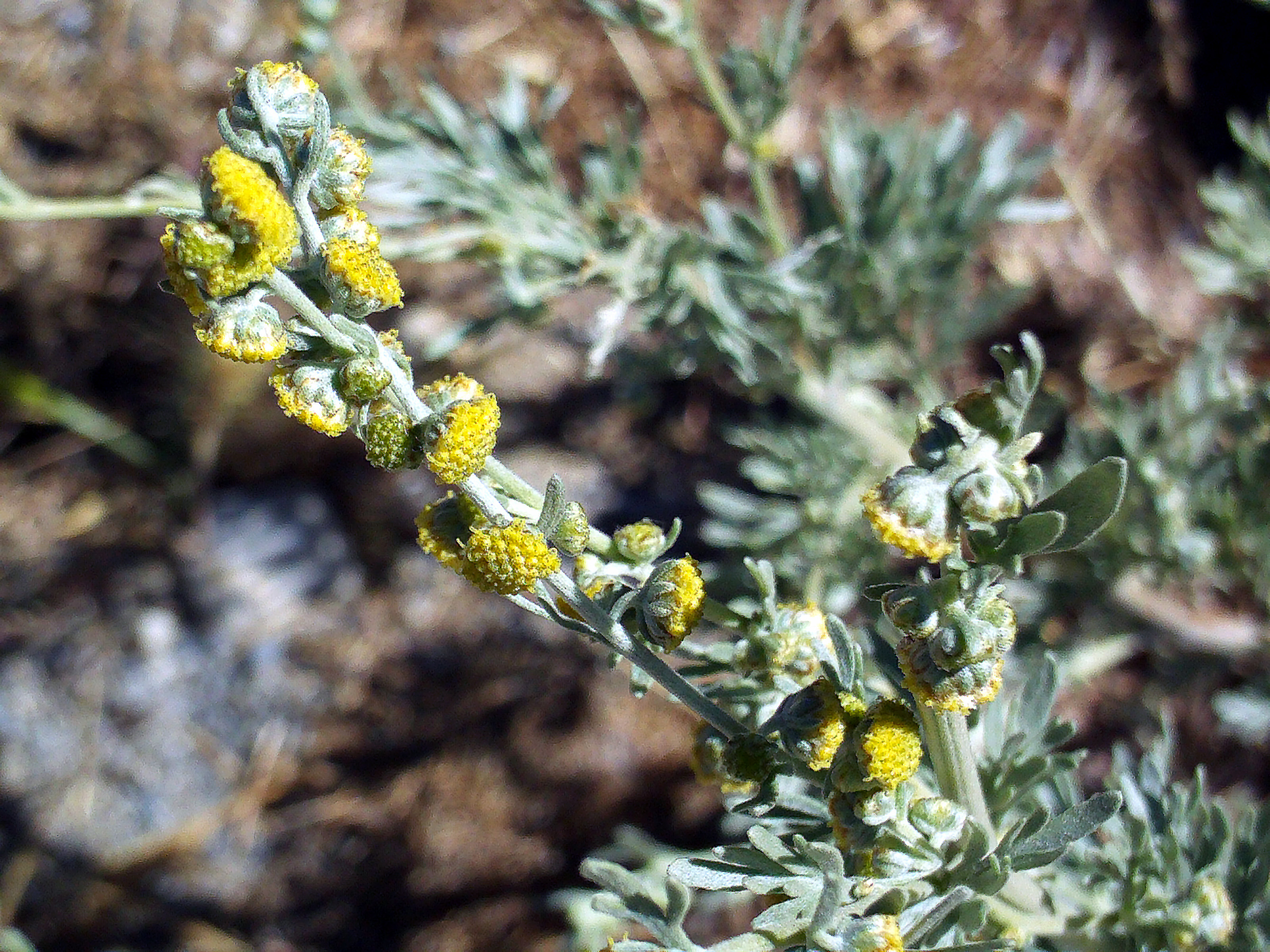
Infiorescenza

Portamento. La specie di questa voce ha un habitus di tipo erbaceo perenne. La forma biologica è camefite fruticose (Ch frut), ossia sono piante perenni, legnose alla base, con gemme svernanti poste ad un'altezza dal suolo tra i 2 ed i 30 cm con un aspetto arbustivo. Le porzioni erbacee seccano annualmente e rimangono in vita soltanto le parti legnose. La pianta emana un aroma gradevole.
Radici. Le radici sono secondarie da rizoma o da fittone e sono colorate di color marrone.
Fusto. L'indumento consiste in brevi peli ghiandolari (medifissi o basifissi). La parte aerea del fusto è eretta, molto ramificata con diversi capolini terminali (cespuglietto di 2 - 6 dm). La parte basale può essere legnosa.
Foglie. Sono presenti sia foglie basali che cauline. La disposizione delle foglie lungo il fusto è alternata. Quelle inferiori sono picciolate; quelle superiori sono sub-sessili. La lamina fogliare a forma più o meno lanceolata è del tipo 3-pennatosetta (quelle superiori sono 2-pennatosette) con segmenti in genere stretti e lunghi (lacinie avvolgenti i fusto). Le foglie cauline sono progressivamente più ridotte e più semplici.
Infiorescenza. Le sinflorescenze sono formate da piccoli capolini incurvati in racemi unilaterali o pannocchie lineari fogliose. Le infiorescenze vere e proprie sono composte da un capolino terminale peduncolato di tipo disciforme. I capolini sono formati da un involucro, con forme emisferiche, composto da 2 a 20 brattee, al cui interno un ricettacolo fa da base ai fiori del disco (quelli del raggio qui sono assenti). Le brattee, verdastre, con una forma da ovata a lanceolata e a consistenza erbacea, sono disposte in modo più o meno embricato su più serie. Il ricettacolo è nudo ossia senza pagliette a protezione della base dei fiori; la forma è piatta. Diametro dei capolini: 4 - 6 mm. Diametro dell'involucro: 2,5 - 3 mm.
Fiori.  I fiori sono tetra-ciclici (formati cioè da 4 verticilli: calice – corolla – androceo – gineceo) e pentameri (calice e corolla formati da 5 elementi). Sono numerosi con forme brevemente tubulose (attinomorfe); sono ermafroditi. Possono essere divisi tra fiori solamente femminili (posti alla periferia) e fiori bi-sessuali (posti al centro) o funzionalmente maschili. 
- Formula fiorale:

*/x K {\displaystyle \infty }, [C (5), A (5)], G 2 (infero), achenio
- Calice: i sepali del calice sono ridotti ad una coroncina di squame.

- Corolla: le corolle dei fiori periferici sono affusolate con lembi più o meno ligulati o filiformi; le corolle di quelli più centrali sono pentalobate a forma deltata. Il colore della corolla è gialla.

- Androceo: l'androceo è formato da 5 stami (alternati ai lobi della corolla) sorretti da filamenti generalmente liberi e sottili; gli stami sono connati e formano un manicotto circondante lo stilo. Le antere possono essere sia di tipo basifissa che medifissa (ossia attaccate al filamento per la base – nel primo caso; oppure in un punto intermedio – nel secondo caso).[13] Questa caratteristica ha valore tassonomico in quanto distingue i generi gli uni dagli altri. Normalmente le antere variano da ottuse (arrotondate) a leggermente appuntite alla base (o anche caudate); in alcune specie le appendici sono triangolari, lineari o ellittiche. Il tessuto endoteciale (rivestimento interno dell'antera) non è polarizzato. Il polline è sferico con un diametro medio di circa 25 micron;  è tricolporato (con tre aperture sia di tipo a fessura che tipo isodiametrica o poro) ed è più o meno echinato (con punte sporgenti).

- Gineceo: l'ovario è infero uniloculare formato da 2 carpelli. Lo stilo (il recettore del polline) è profondamente bifido (con due stigmi divergenti) e con le linee stigmatiche marginali separate o contigue. I due bracci dello stilo hanno una forma troncata e possono essere papillosi o ricoperti da ciuffi di peli.

- Antesi: da luglio ad agosto.

Frutti.  Il frutto è un achenio sprovvisto di pappo. La forma varia da ellissoide a obovoide ed è compressa ai lati. La parte apicale è rotondeggiante e priva di corona. Il pericarpo può possedere (oppure no) delle cellule mucillaginifere, mentre le sacche di resina sono assenti.

## Biologia
Impollinazione: tramite insetti (impollinazione entomogama tramite farfalle diurne e notturne).

Riproduzione: la fecondazione avviene fondamentalmente tramite l'impollinazione dei fiori.

Dispersione: i semi cadono a terra e vengono dispersi soprattutto da insetti come formiche (disseminazione mirmecoria). Un altro tipo di dispersione è zoocoria: gli uncini delle brattee dell'involucro (se presenti) si agganciano ai peli degli animali di passaggio che portano così i semi anche su lunghe distanze. Inoltre per merito del pappo (se presente) il vento può trasportare i semi anche per alcuni chilometri (disseminazione anemocora).

## Distribuzione e habitat

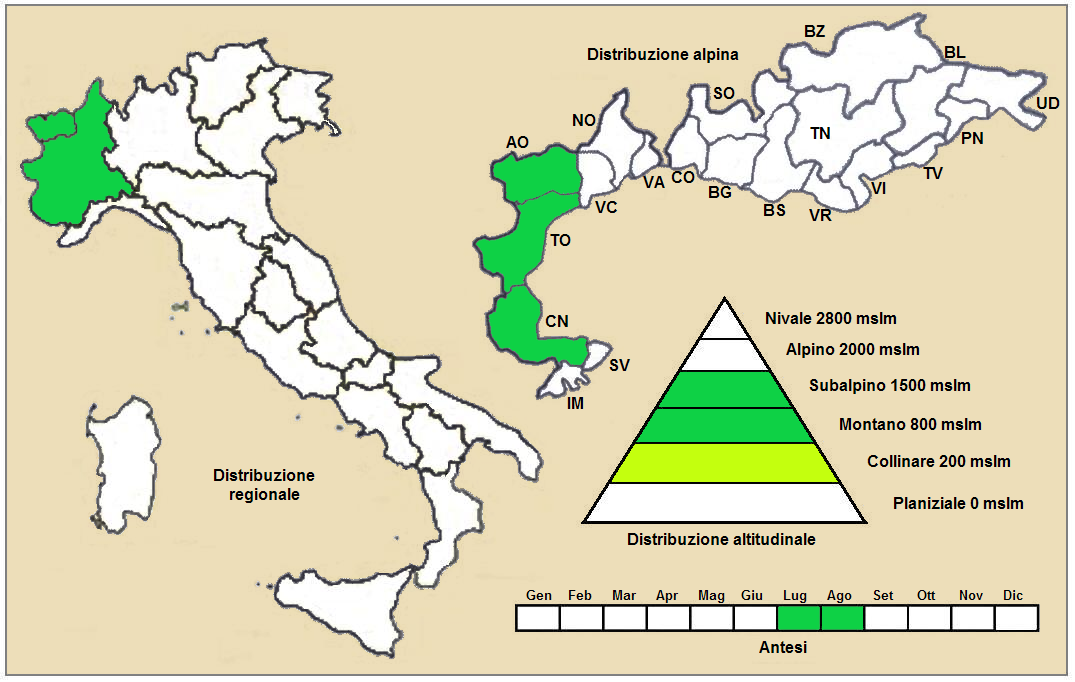
Distribuzione della pianta (Distribuzione regionale – Distribuzione alpina)

Geoelemento: il tipo corologico (area di origine) è  Orofita - Ovest Alpico-Pirenaico. Alcune forme affini si trovano nel Caucaso.
Distribuzione: in Italia questa specie si trova molto raramente nelle Alpi occidentali.  Fuori dall'Italia, sempre nelle Alpi, questa specie si trova in Francia. Sugli altri rilievi collegati alle Alpi è presente nei Pirenei e Monti Balcani. Altrove si trova in Anatolia, Transcaucasia e Medio oriente.
Habitat: l'habitat preferito per queste piante sono i pendii rupestri soleggiati. Il substrato preferito è calcareo ma anche siliceo con pH neutro, bassi valori nutrizionali del terreno che deve essere arido. 
Distribuzione altitudinale: sui rilievi alpini, in Italia, queste piante si possono trovare fino a quote comprese tra 1000 e 2300 m s.l.m.; nelle Alpi frequentano quindi i seguenti piani vegetazionali: montano, subalpino e in parte quello collinare. 

## Fitosociologia
Dal punto di vista fitosociologico alpino la specie di questa voce appartiene alla seguente comunità vegetale:
Formazione: comunità a emicriptofite e camefite delle praterie rase magre secche
Classe: Festuco-Brometea
Ordine: Festucetalia valesiacae
Alleanza: Stipo-Poion xerophilae
Associazione: Stipo-Poenion perconcinnae

## Sistematica
La famiglia di appartenenza di questa voce (Asteraceae o Compositae, nomen conservandum) probabilmente originaria del Sud America, è la più numerosa del mondo vegetale, comprende oltre 23.000 specie distribuite su 1.535 generi, oppure 22.750 specie e 1.530 generi secondo altre fonti (una delle checklist più aggiornata elenca fino a 1.679 generi). La famiglia attualmente (2021) è divisa in 16 sottofamiglie; la sottofamiglia Asteroideae è una di queste e rappresenta l'evoluzione più recente di tutta la famiglia.

### Filogenesi
Il gruppo di questa voce è descritto nella tribù Anthemideae, una delle 21 tribù della sottofamiglia Asteroideae). In base alle ultime ricerche nella tribù sono stati individuati (provvisoriamente) 4 principali lignaggi (o cladi); il genere  Artemisia (insieme alla sottotribù Artemisiinae) è incluso nel clade Asian-southern African grade.
Attualmente il genere, nell'ambito della flora spontanea italiana, è suddiviso in quattro sezioni e alcune sottosezioni. La specie di questa voce appartiene alla "Sezione I" caratterizzata dai fiori del disco ermafroditi, dal ricettacolo glabro o squamoso con forma di un disco, e alla "Sottosezione A" caratterizzata dalle foglie bianco-tomentose su entrambe le facce. Altre specie della stessa sezione: Artemisia atrata Vill. (Assenzio nero) e Artemisia pontica L. (Assenzio pontico).
Più in generale (in base ad una analisi completa del genere) la specie di questa voce appartiene al sottogenere Ponticae  B.H. Jiao & T.G. Gao (vedi "clade 4") caratterizzato da portamenti subarbustivi o arbustivi, da foglie pennate, grandi, da sinflorescenze panicolate e da capolini del tipo eterogamo-disciforme.
I caratteri distintivi della specie  Artemisia chamaemelifolia sono:
- le lacinie basali delle foglie avvolgono il fusto;
- l'involucro ha un diametro di 2,5 - 3 mm;
- la superficie delle brattee è subglabra.

Il numero cromosomico delle specie di questa voce è: 2n = 18.

### Sinonimi
Sono elencati alcuni sinonimi per questa entità:
- Artemisia cantabrica (M.Laínz) M.Laínz
- Artemisia chamaemelifolia subsp. cantabrica  M.Laínz
- Artemisia chamomillifolia  Parrot
- Artemisia iberica  Boiss.